# Дебелаци
„Дебелаци“ (на английски: Heavyweights) е американска семейна комедия от 1995 г. на режисьора Стивън Брил, който е съсценарист със Джъд Апатоу. Във филма участват Том Макгоуън, Арън Шварц, Шон Уайз, Том Ходжес, Лиа Лейл, Пол Фийг, Кинън Томпсън, Дейвид Боу, Макс Голдблат, Робърт Заклайнд, Патрик ЛаБрекю, Джефри Тамбър, Джери Стилър, Ан Меара и Бен Стилър.